# Feldflasche

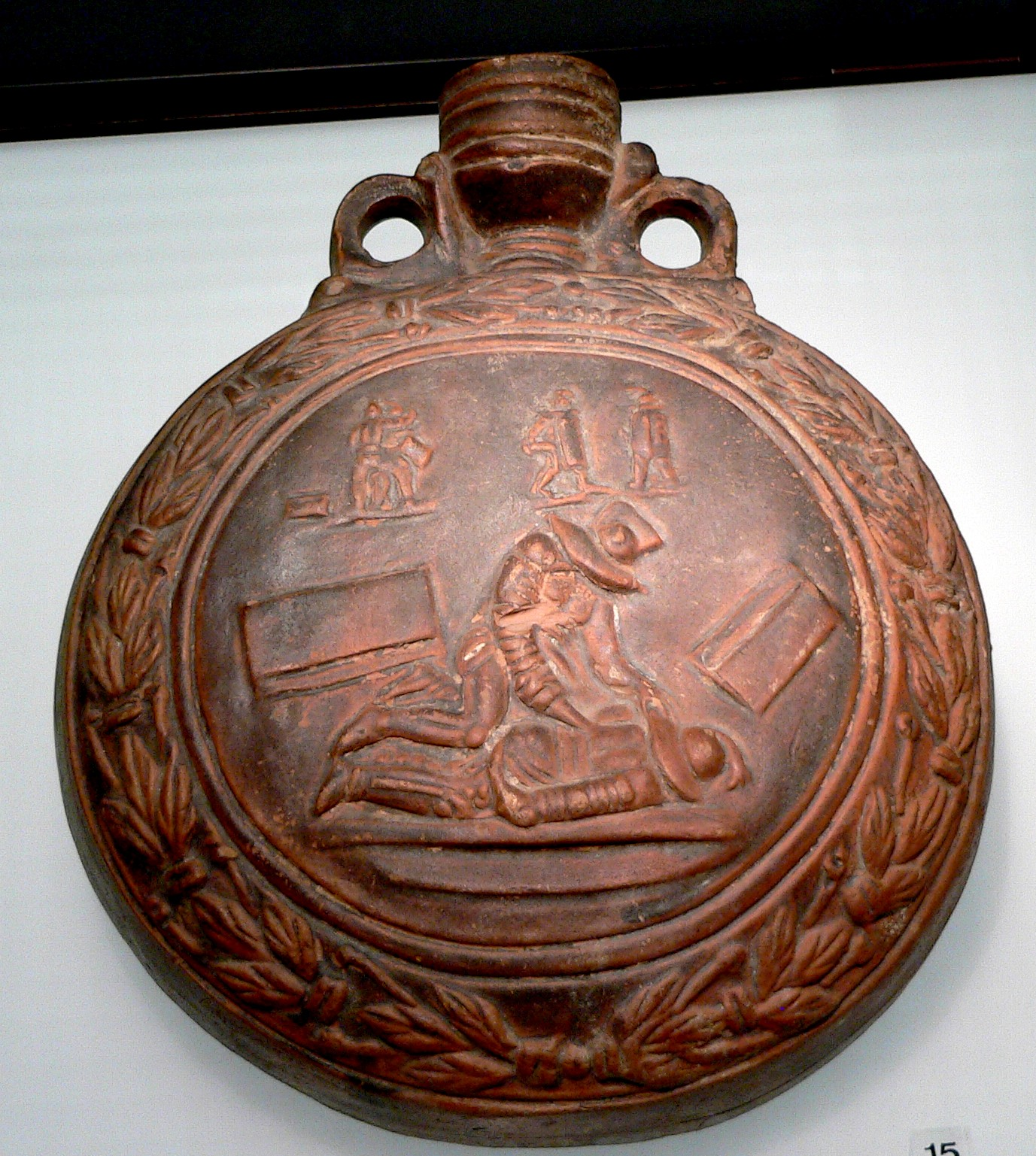
Antike römische Feldflasche (1. bis 2. Jahrhundert)

Die Feldflasche ist ein Trinkgefäß, das von Militär, Polizei, paramilitärischen Verbänden, bei der Arbeit, beim Camping und auf Reisen genutzt wird.

## Beschreibung

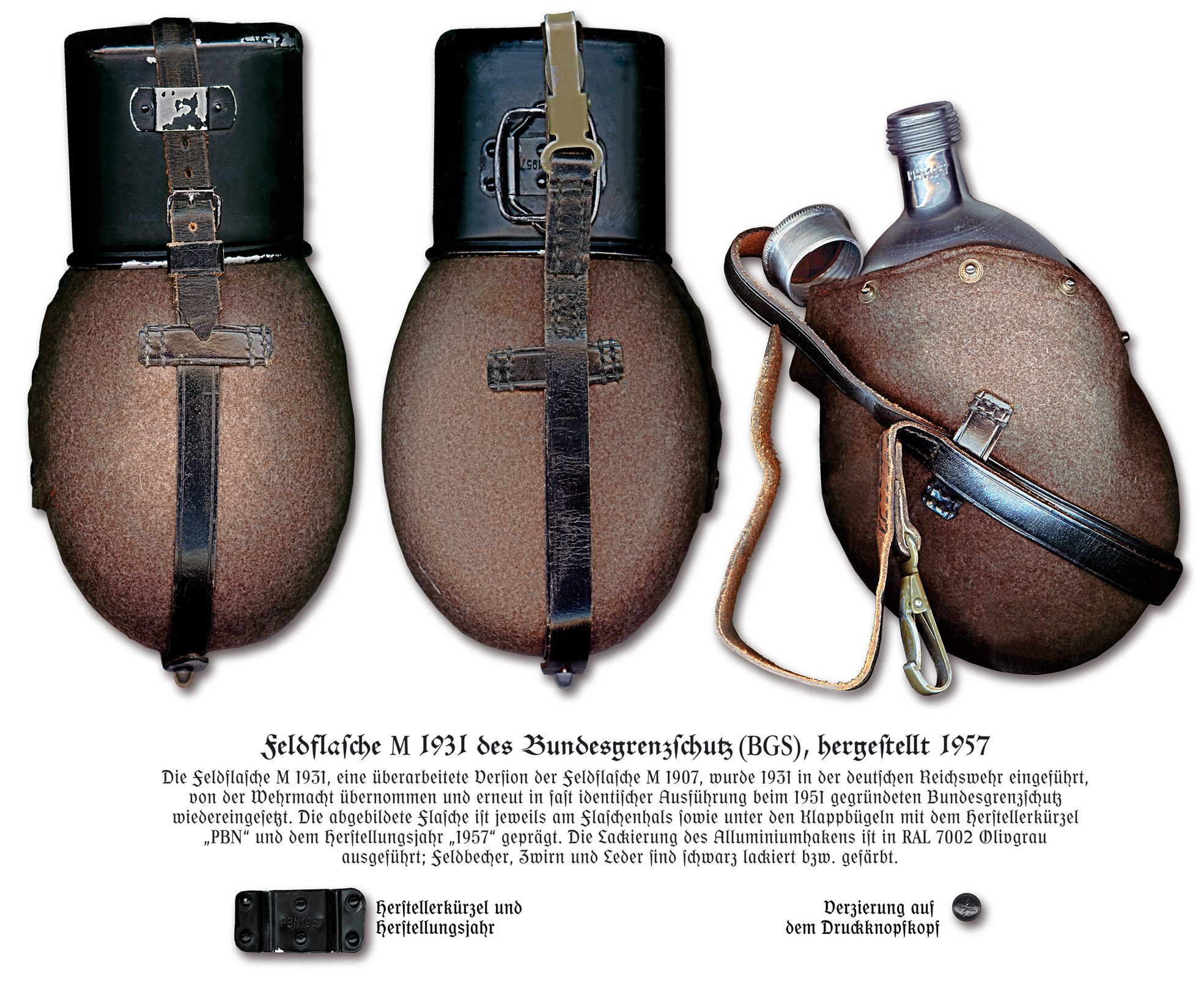
Feldflasche M 31 des Bundesgrenzschutzes (BGS), hergestellt 1957

Feldflaschen bestehen typischerweise aus Metall, Holz, Glas, Leder, Keramik oder Kunststoff.
Die Feldflaschen sind meist von platter Form und früher mit einem Überzeug aus Leder oder Filz versehen, um die Temperatur der enthaltenen Flüssigkeit länger beizubehalten. Auch besaßen sie Ösen zum Durchziehen einer Schnur oder eines Riemens.

Feldflaschen müssen ein geringes Gewicht haben, dabei gleichzeitig robust gegen Stöße und Schläge sein. Sie müssen einen einfachen Verschluss besitzen, kalte und warme Flüssigkeit aufnehmen können und leicht zu reinigen sein. Deshalb wurden Feldflaschen ab dem späten 19. Jahrhundert lange Zeit vorwiegend aus Aluminium hergestellt.

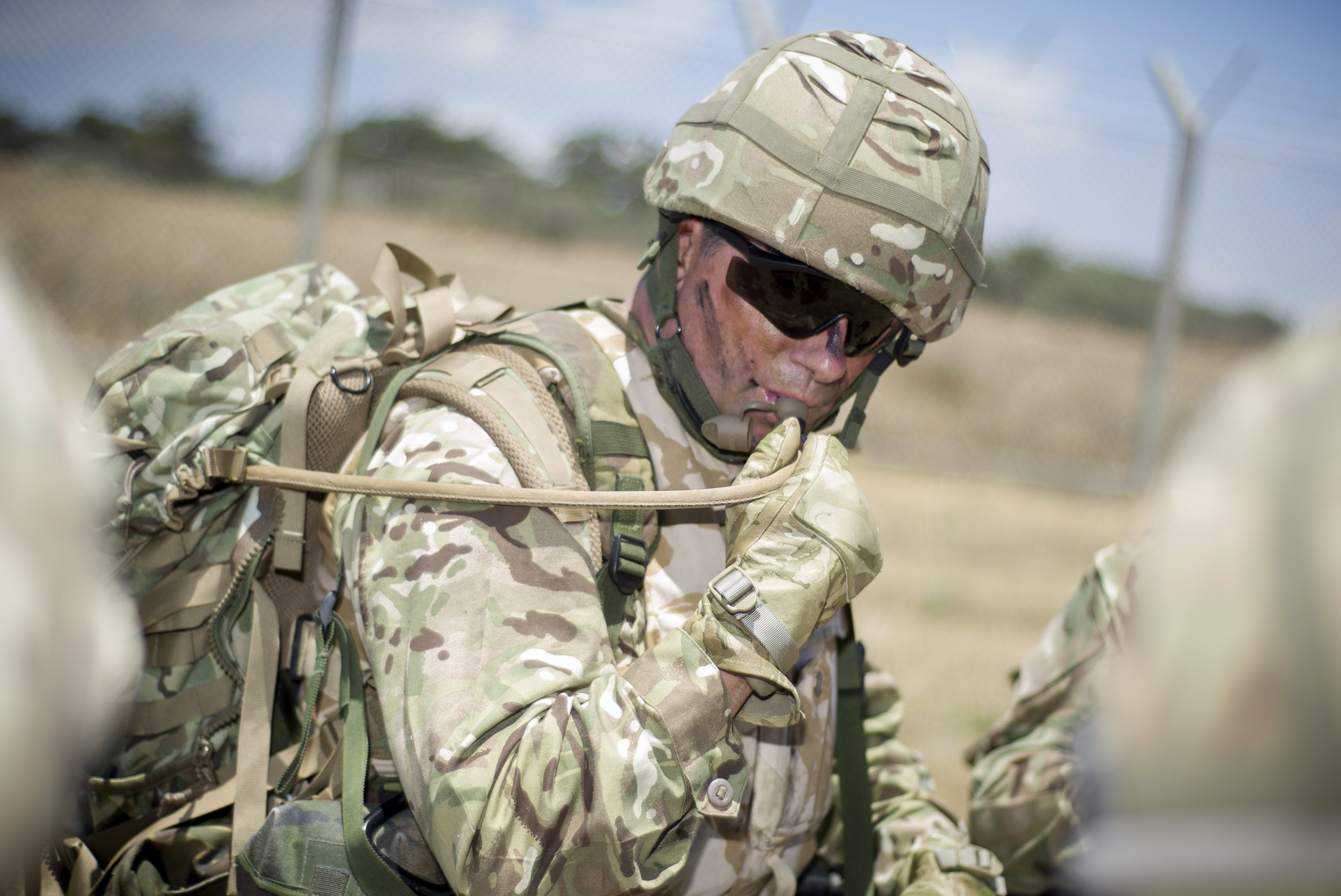
Soldat trinkt aus seinem Trinkrucksack

Neuere Form des Wassertransports ist das Trinksystem bestehend aus wasserspeicherndem Beutel (Wassersack) mit Trinkschlauch, der auch beim Marsch das Trinken erlaubt und neben dem Wandern und im Trekking auch in der militärischen Ausrüstung Verwendung findet.

## Geschichte
Feldflaschen wurden bereits im Altertum benutzt und gehörten beispielsweise zur persönlichen Grundausstattung römischer Legionäre. Im Mittelalter wurden sie als Gurde (aus einem Flaschenkürbis) oder Pilgerflasche besonders von Pilgern verwendet. Später wurde die Feldflasche auch wieder fester Bestandteil der militärischen Ausrüstung.